# Сен-Мало-1 (кантон)
Сен-Мало-1 (фр. Saint-Malo-1) — кантон во Франции, находится в регионе Бретань, департамент Иль и Вилен. Входит в состав округа Сен-Мало.

## История
Кантон образован в результате реформы 2015 года . В его состав вошли отдельные коммуны упраздненных кантонов Канкаль и Сен-Мало-Сюд.

## Состав кантона с 22 марта 2015 года
В состав кантона входят коммуны (население по данным Национального института статистики за 2018 г.):
- Канкаль (5 147 чел.)
- Ла-Гуэньер (1 919 чел.)
- Сен-Кулон (2 788 чел.)
- Сен-Мало (30 187 чел.) (северные и центральные кварталы)
- Сен-Мелуар-дез-Онд (4 211 чел.)

## Политика
На президентских выборах 2022 г. жители кантона отдали в 1-м туре Эмманюэлю Макрону 37,1 % голосов против 17,4 % у Марин Ле Пен и 17,3 % у Жана-Люка Меланшона; во 2-м туре в кантоне победил Макрон, получивший 69,4 % голосов. (2017 год. 1 тур: Эмманюэль Макрон – 28,7 %, Франсуа Фийон – 25,6 %, Жан-Люк Меланшон – 17,2 %, Марин Ле Пен – 14,4 %; 2 тур: Макрон – 76,5 %. 2012 год. 1 тур: Николя Саркози — 31,8 %, Франсуа Олланд — 29,0 %, Марин Ле Пен — 12,7 %; 2 тур: Саркози — 50,7 %).
С 2021 года кантон в Совете департамента Иль и Вилен представляют вице-мэр города Сен-Мало Флоранс Абади (Florence Abadie) и вице-мэр коммуны Канкаль Марсель Ле Моаль (Marcel Le Moal) (оба — Разные правые).
|                | Кандидаты                              | Партия                   | Первый тур | Первый тур     | Второй тур | Второй тур |
| Кол-во голосов | Кандидаты                              | Партия                   | % голосов  | Кол-во голосов | % голосов  |            |
| -------------- | -------------------------------------- | ------------------------ | ---------- | -------------- | ---------- | ---------- |
|                | Флоранс Абади Марсель Ле Моаль         | Разные правые            | 4 624      | 37,43          | 7 973      | 66,08      |
|                | Наташа Когрель Пьер Сит                | Левый блок               | 2 124      | 17,19          | 4 092      | 33,92      |
|                | Жан-Франсуа Гиник Доминик Сер          | Национальное объединение | 1 749      | 14,16          |            |            |
|                | Лоран Ле Мё Дениз Марши                | Вперёд, Республика!      | 1 550      | 12,55          |            |            |
|                | Стефан Женуврье Жеральдин Лазилье Шофо | Правоцентристский блок   | 1 397      | 11,31          |            |            |
|                | Сильви Лаббе Жан-Франсуа Фростен       | Разные левые             | 638        | 5,16           |            |            |
|                | Эльян Барути Жан-Мишель Груазье        | Крайне левые             | 272        | 2,20           |            |            |

|                | Кандидаты                    | Партия             | Первый тур | Первый тур     | Второй тур | Второй тур |
| Кол-во голосов | Кандидаты                    | Партия             | % голосов  | Кол-во голосов | % голосов  |            |
| -------------- | ---------------------------- | ------------------ | ---------- | -------------- | ---------- | ---------- |
|                | Анн Ле Гань Пьер-Ив Маё      | Правый блок        | 4 469      | 26,40          | 8 559      | 53,74      |
|                | Жоэль Амель Мишель Ле Таллек | Разные левые       | 4 613      | 27,25          | 7 367      | 46,26      |
|                | Жан Кудре Мюриэль Мезьер-Бар | Прочие             | 3 874      | 22,89          |            |            |
|                | Катрин Жиро-Пети Анри Юэ     | Национальный фронт | 3 166      | 18,70          |            |            |
|                | Жерар Брюле Патрисия Гильбер | Левый фронт        | 805        | 4,76           |            |            |